# Jesus oss älskar så högt
Jesus oss älskar så högt är en psalm med text och musik skriven 1975 av Kurt Kaiser. Texten översattes till svenska 1984 av Roberth Johansson.

## Publicerad i
- Segertoner 1988 som nr 362 under rubriken "Fader, son och ande - Jesus, vår Herre och broder".[1]